# Vitraux de la Marne
Le patrimoine vitré de la Marne est varié. Il comprend des vitraux anciens dans les grands bâtiments religieux de Reims ou de Chalons en Champagne ou des plus contemporains dans les bâtiments religieux touchés par les grandes guerres. Quelques édifices civils portent encore des vitraux qui rappelle qu’il fut une époque récente ou il était de bon ton de décorer sa demeure avec un vitrail.
Les vitraux peuvent être classés selon les époques de différentes manières, en fonction de leur style artistique, en fonction de leur technique de fabrication, en fonction de leur contenu iconographique 
Le parti pris est de classer arbitrairement les vitraux selon les principales époques.

## Vitraux médiévaux (500-1500)

### Roman (500-1200)
Cette période est caractérisée par des formes simples, des couleurs vives et des motifs géométriques. Les vitraux dont souvent utilisés pour des scènes bibliques.
Des vitraux de cette époque peuvent être vus à l’intérieur des monuments et édifices ci-après.

#### Basilique Saint-Remi de Reims
La basilique Saint-Remi de Reims possède plusieurs vitraux du XIIe siècle dans l'abside.

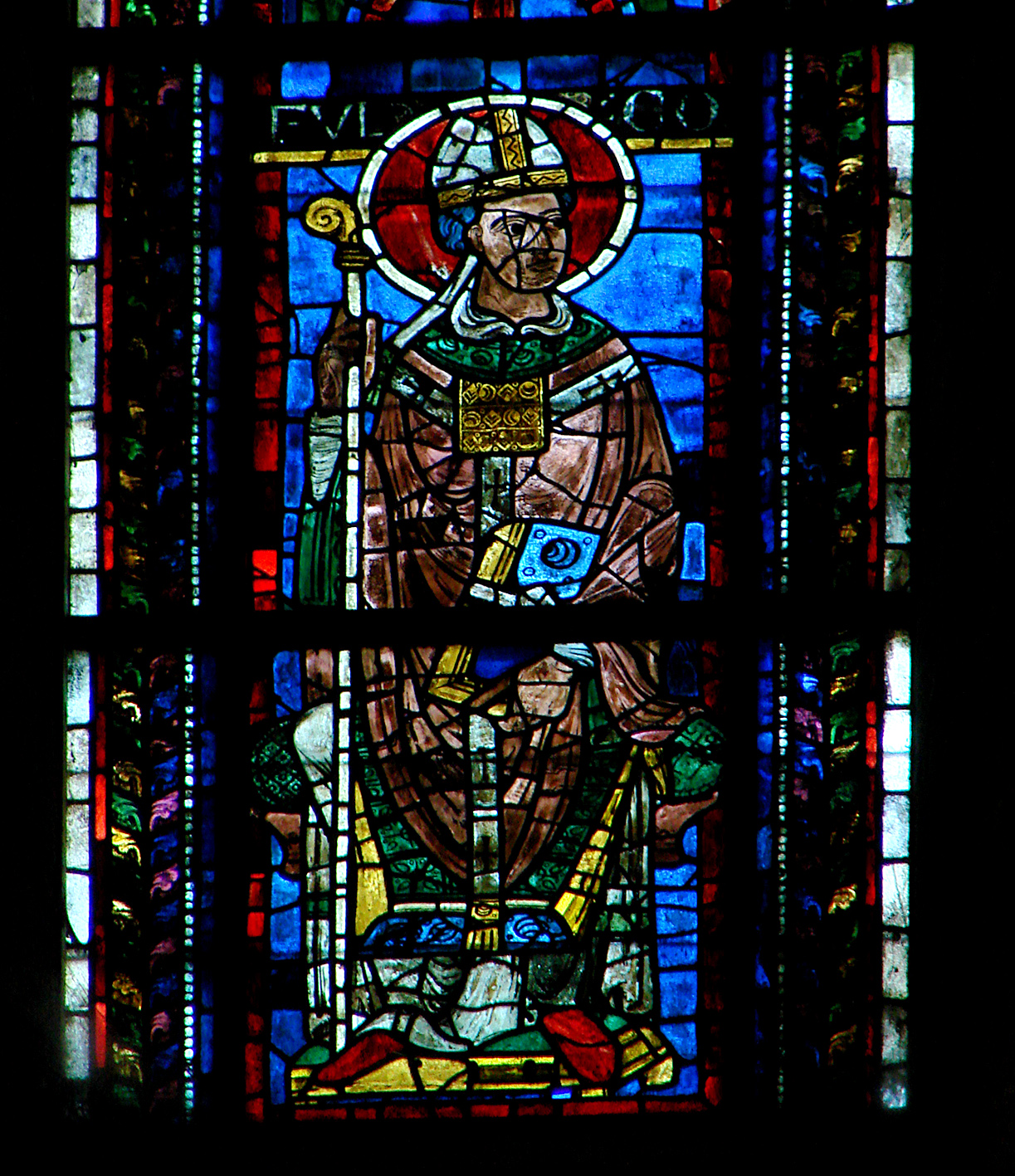
Foulques le vénérable, archevêque de Reims (882-900).

#### Cathédrale Saint-Étienne de Châlons-en-Champagne
La cathédrale Saint-Étienne de Châlons dispose d’un vitrail de style roman La Crucifixion.

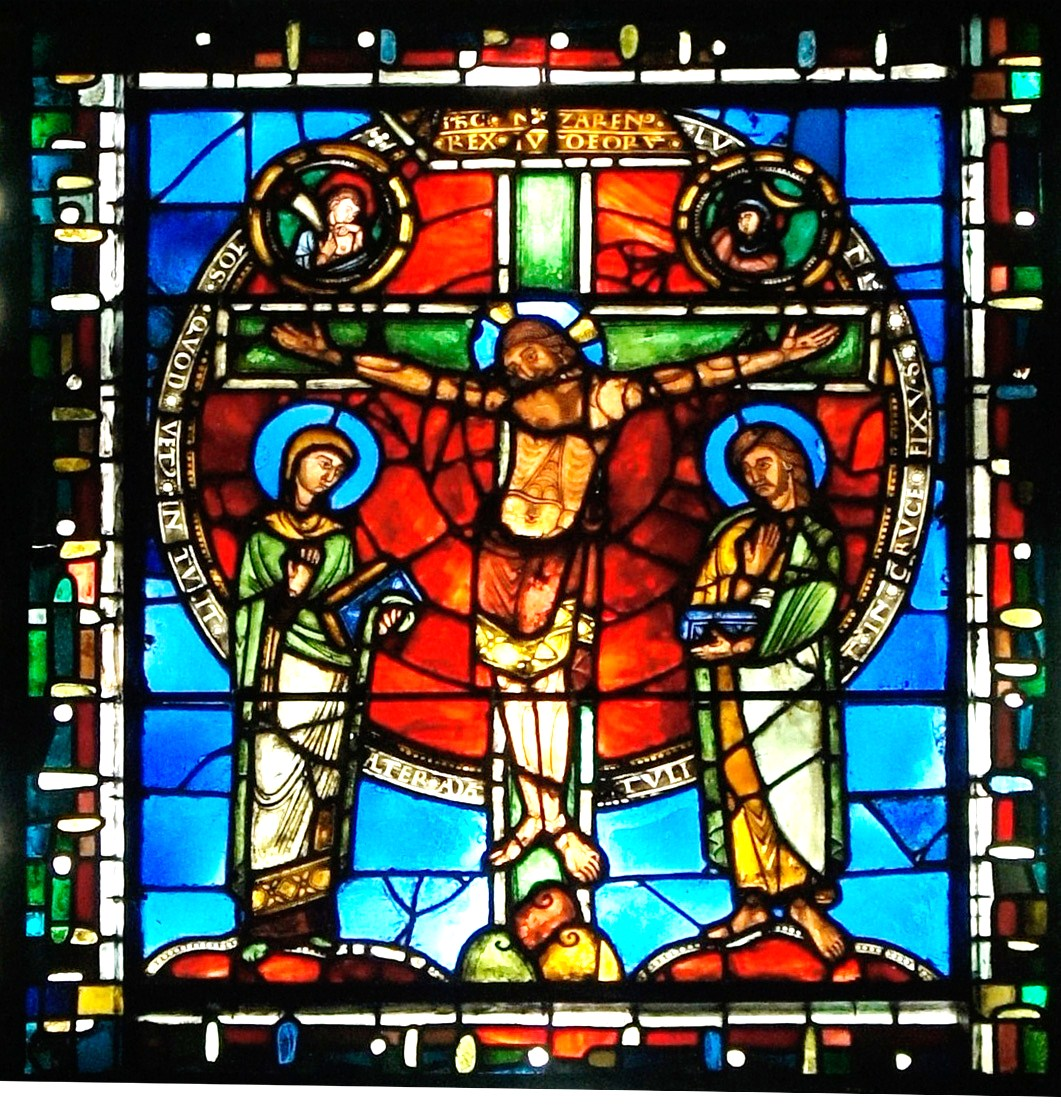
La Crucifixion.

### Gothique (1200-1500)
Cette période est caractérisée par des formes plus complexes, avec une utilisation de l'architecture gothique pour des histoires religieuses détaillées, des scènes narratives et une abondance de motifs floraux.
Des vitraux de cette époque peuvent être vus à l’intérieur des monuments et édifices ci-après.

#### Église Saint Gérault à Francheville
L’église de Francheville possède des vitraux datant du premier quart du XIIIe siècle (1220). Ils représentent un Calvaire, les Saintes Femmes au tombeau, scène Dieu le Père – Bénédiction.

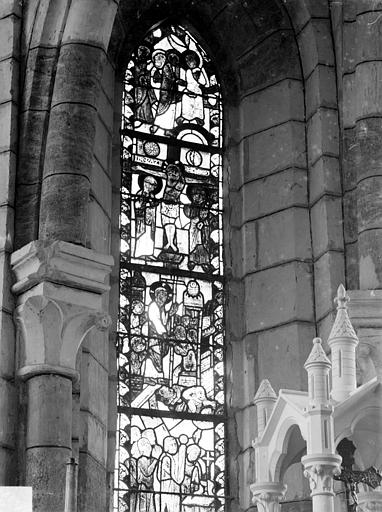

#### La collégiale Notre-Dame-en-Vaux de Châlons-en-Champagne
La collégiale Notre-Dame-en-Vaux de Châlons-en-Champagne dispose d’une collection de vitraux gothiques, datant principalement du XVIe siècle. Parmi ceux-ci, on peut citer dans le cœur, la verrière de l'Assomption et du Couronnement de Marie (baie 25), la verrière représente l'Assomption de la Vierge Marie, son couronnement par le Christ et la Trinité, la verrière de la Passion de Jésus (baie 19), la verrière de l'Enfance de Jésus (baie 21).

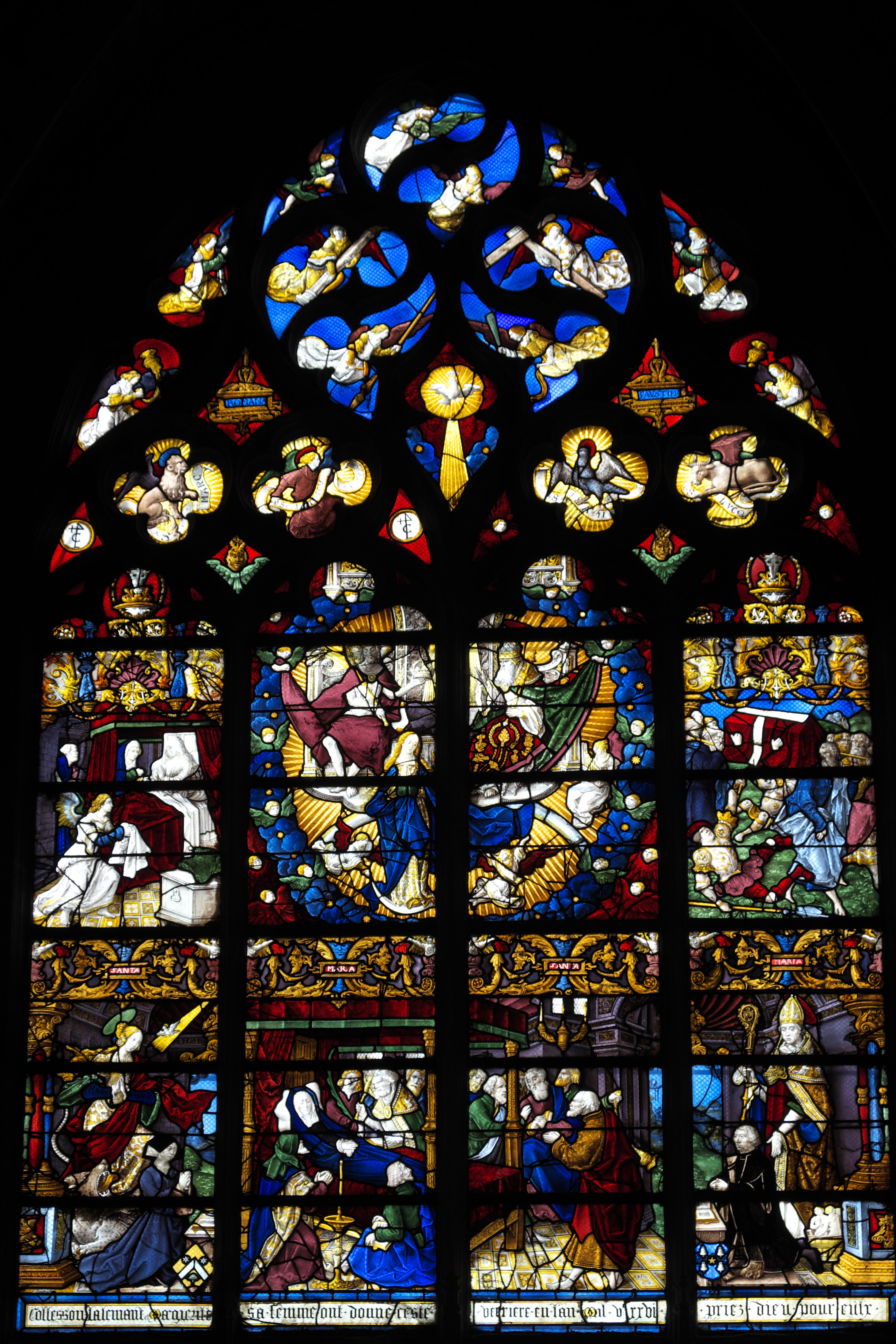
Verrière de l'Assomption et du Couronnement de Marie.
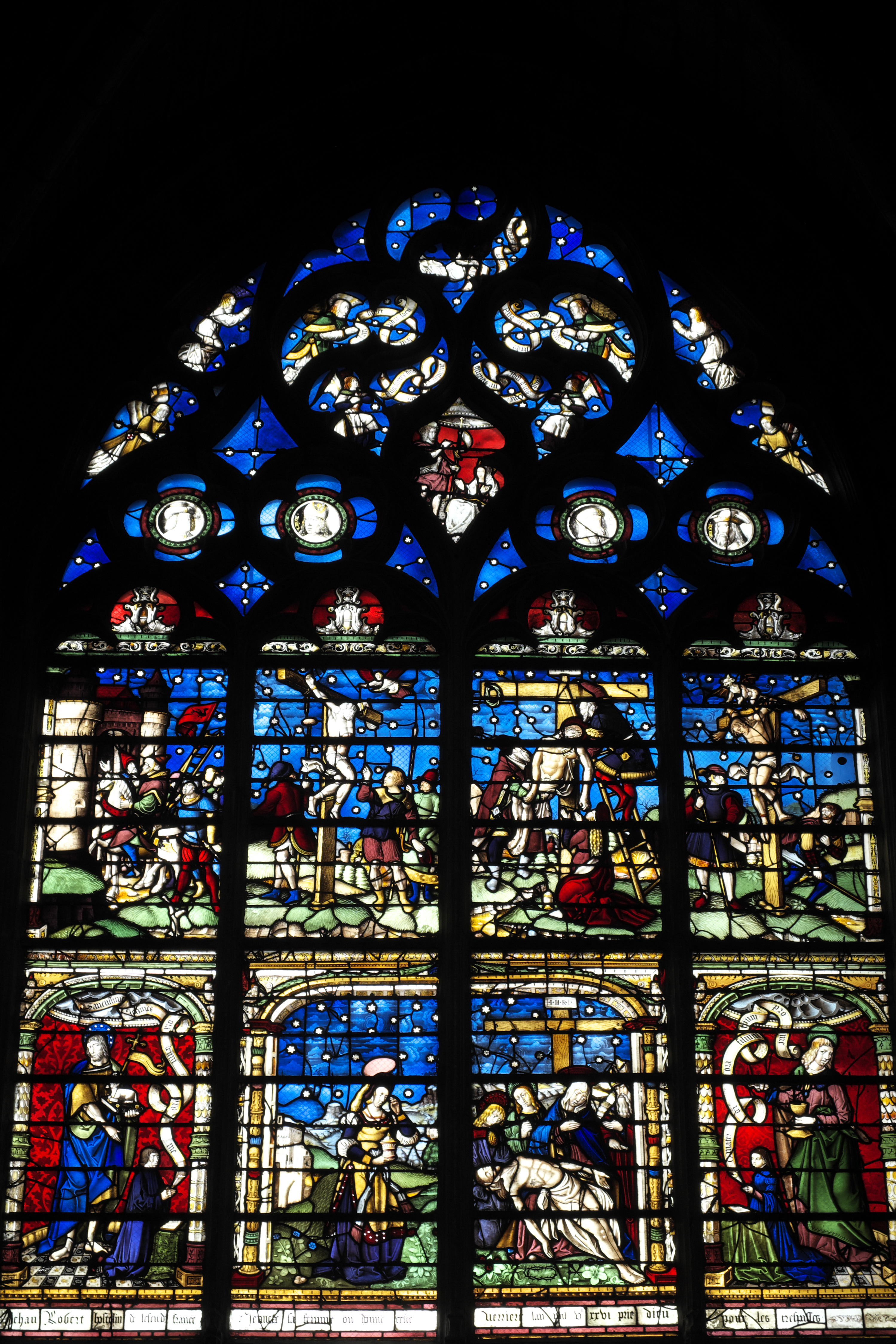
Verrière de la Passion de Jésus.
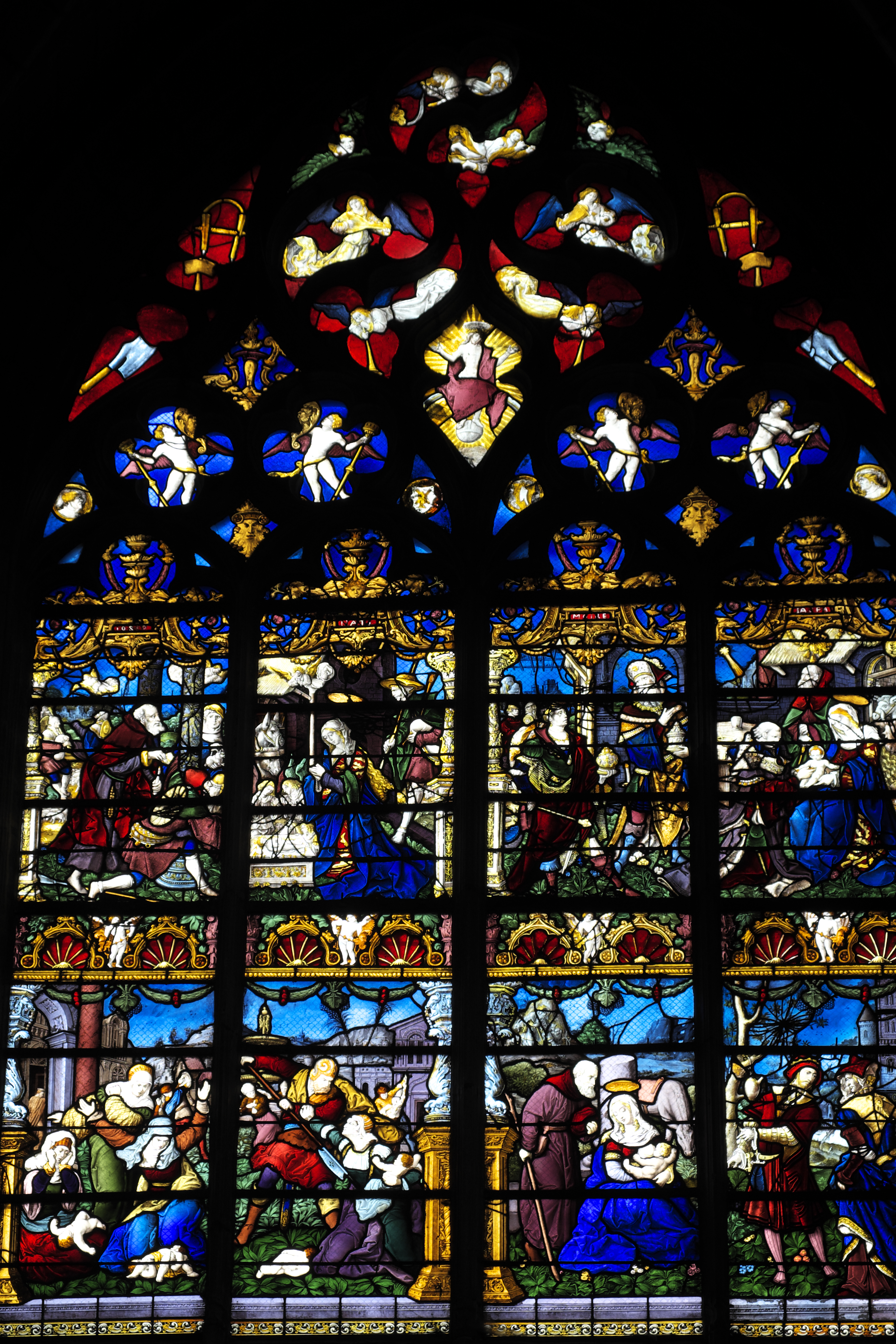
Enfance de Jésus.

### Vitraux de la Renaissance (1400-1600)
Cette période est caractérisée par l’influence de l'art de la Renaissance italienne avec un retour à la perspective, l'utilisation de dégradés de couleur et des compositions plus naturalistes.
Il n’y a peu de vitraux de pur style Renaissance dans le département de la Marne car trop éloigné du secteur d’influence Renaissance, mais plutôt des vitraux inspirés par ce style et qualifiés Néo Renaissance.

#### Église paroissiale Saint-Rémi à Congy
L’église paroissiale Saint-Rémi à Congy dispose d’une série de 4 verrières réalisées par le maitre verrier Auguste Hutin. Elles représentent la vie de Jeanne d'Arc (baies 8, 10, 12, 14) et sont de style dit Néo Renaissance.

#### Collégiale Notre-Dame-en-Vaux de Châlons-en-Champagne
La collégiale Notre-Dame-en-Vaux de Châlons-en-Champagne dispose d’une verrière réalisée en 1525 (baie 27) par le peintre verrier Mathieu Bléville (de). Elle représente la Bataille de Clavijo et est de style renaissance.

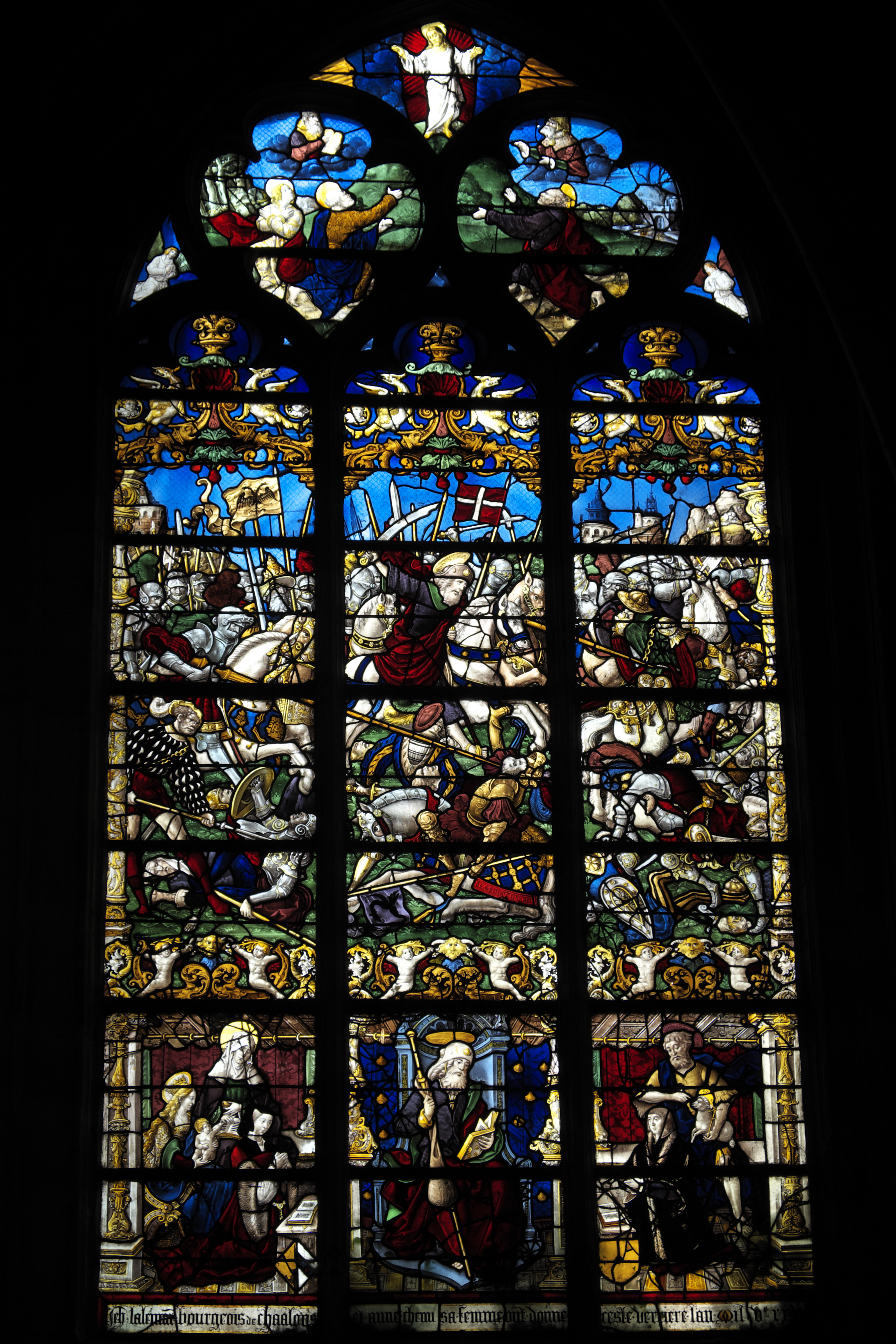
La bataille de Clavijo.

#### Église Saint-Alpin de Châlons-en-Champagne
L'Église Saint-Alpin de Châlons-en-Champagne dispose d'un vitrail dénommé "Auguste et la Sibylle" et attribué à Étienne de la Vallée vers 1535. Il représente la vision d'Auguste, empereur romain, qui aurait reçu l'ordre de construire un temple à la Vierge Marie. Il est classé monument historique depuis 1840.

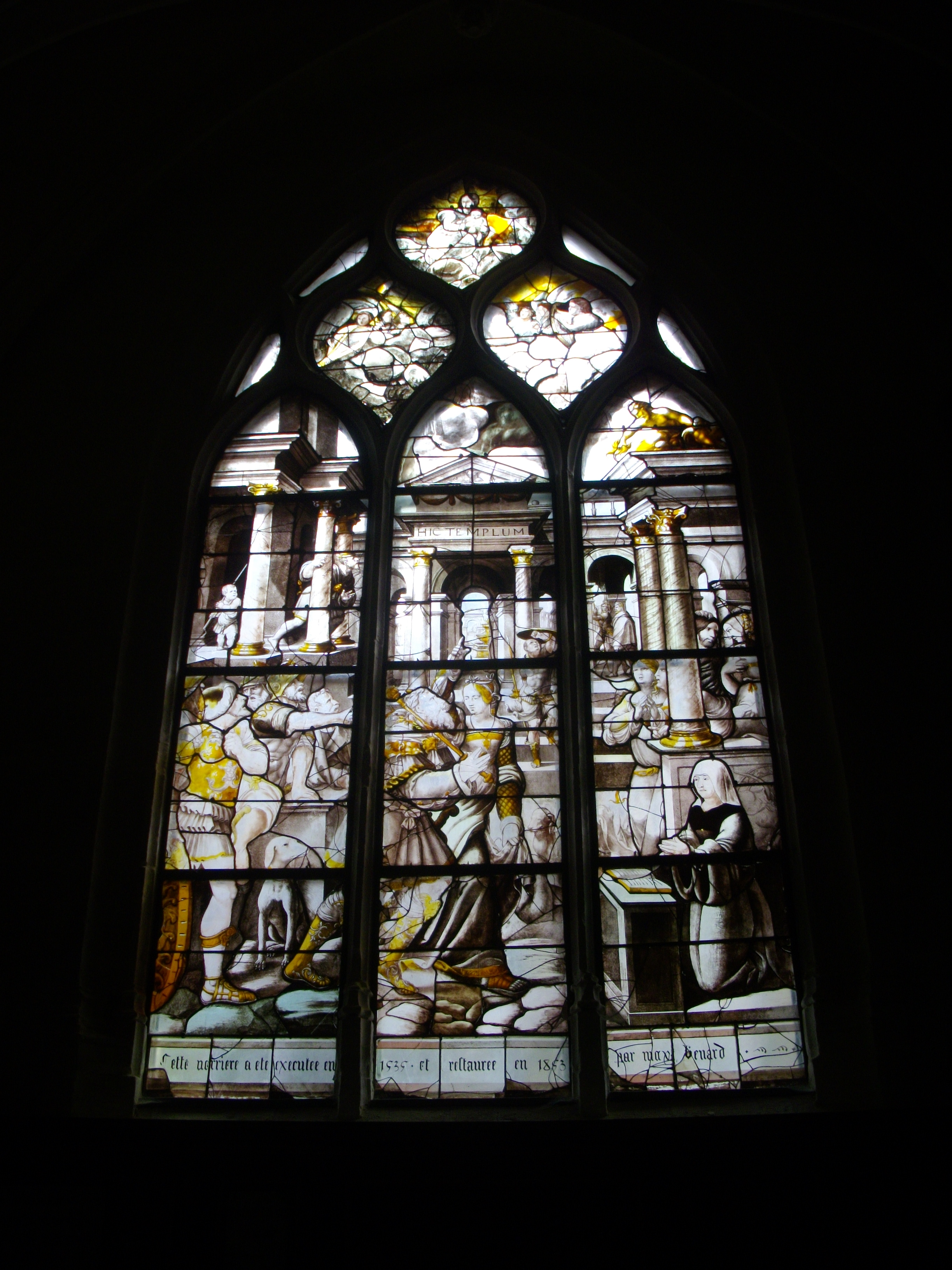
Vision d'Auguste.

### Vitraux baroques (1600-1750)
Cette période est caractérisée par des compositions plus dramatiques, souvent avec des effets de lumière et de mouvement plus prononcés, ainsi que l'utilisation de vitraux pour orner les églises et les palais.
Il n’y a peu de vitraux de pur style baroques dans le département de la Marne car trop éloigné du secteur d’influence baroques, mais plutôt des vitraux inspirés par ce style et qualifiés Néo baroques.

#### Église Saint-Maurice de Reims
L’église Saint-Maurice de Reims dispose d’une verrière de la Crucifixion (baie 3) de style Néo baroques réalisée en 1875 par les ateliers de Louis-Victor Gesta.

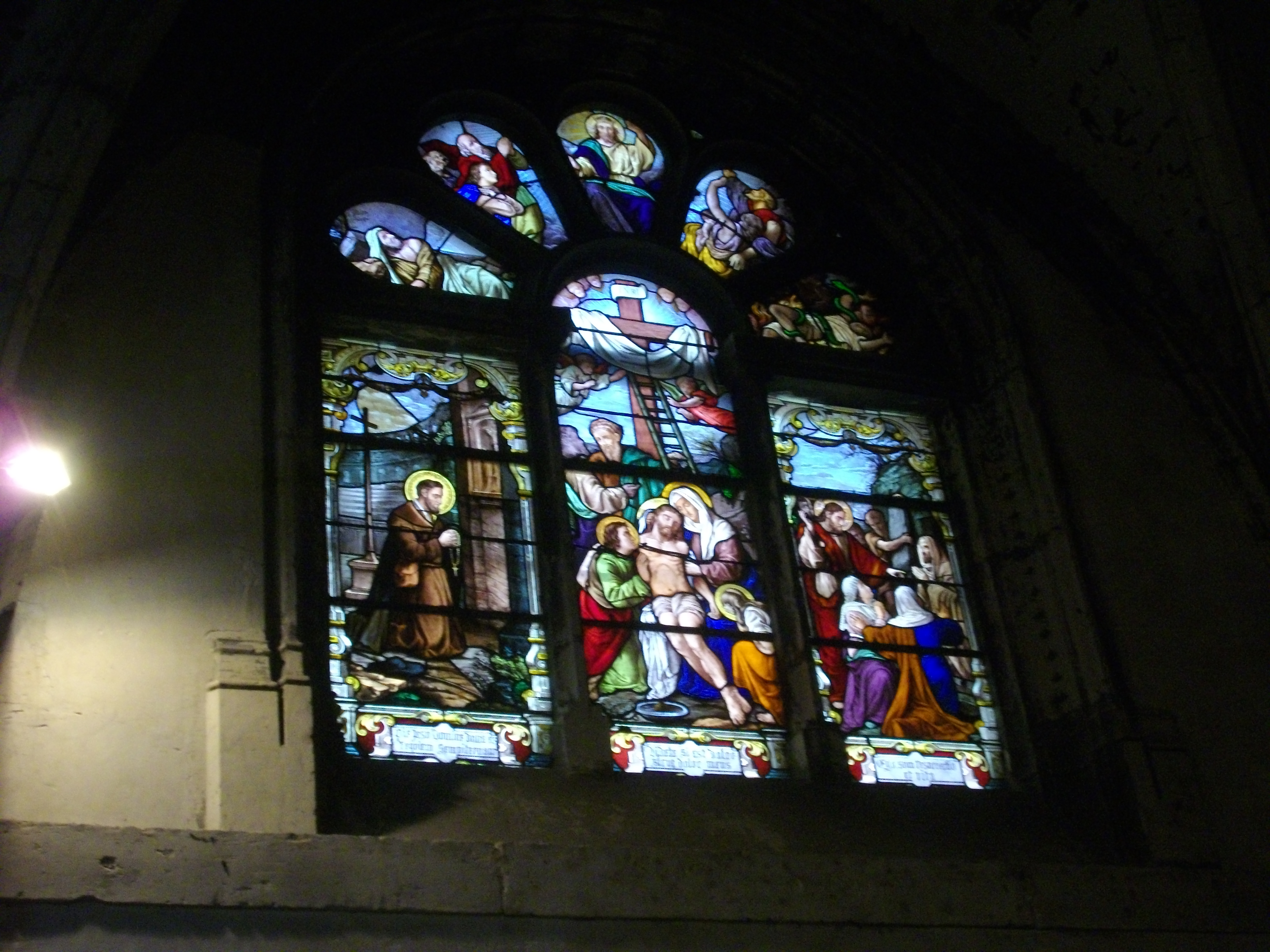

### Vitraux néo-classiques (1750-1850)
Les vitraux de cette période sont inspirés de l'art classique de la Grèce et de Rome, caractérisés par des compositions épurées et des motifs géométriques.

### Vitraux victoriens (1837-1901)
C’est une période où les styles variaient considérablement, mais souvent caractérisée par des motifs floraux, des scènes narratives et l'utilisation de verre opalescent.

### Vitraux Art nouveau (1890-1910)
Cette période est caractérisée par l’utilisation de formes organiques, de lignes fluides et de couleurs vives, souvent associées à des thèmes floraux et des motifs abstraits.

#### Villa Demoiselle à Reims
La Villa Demoiselle, anciennement appelée la villa Cochet, dispose de plusieurs vitraux de style Art nouveau 

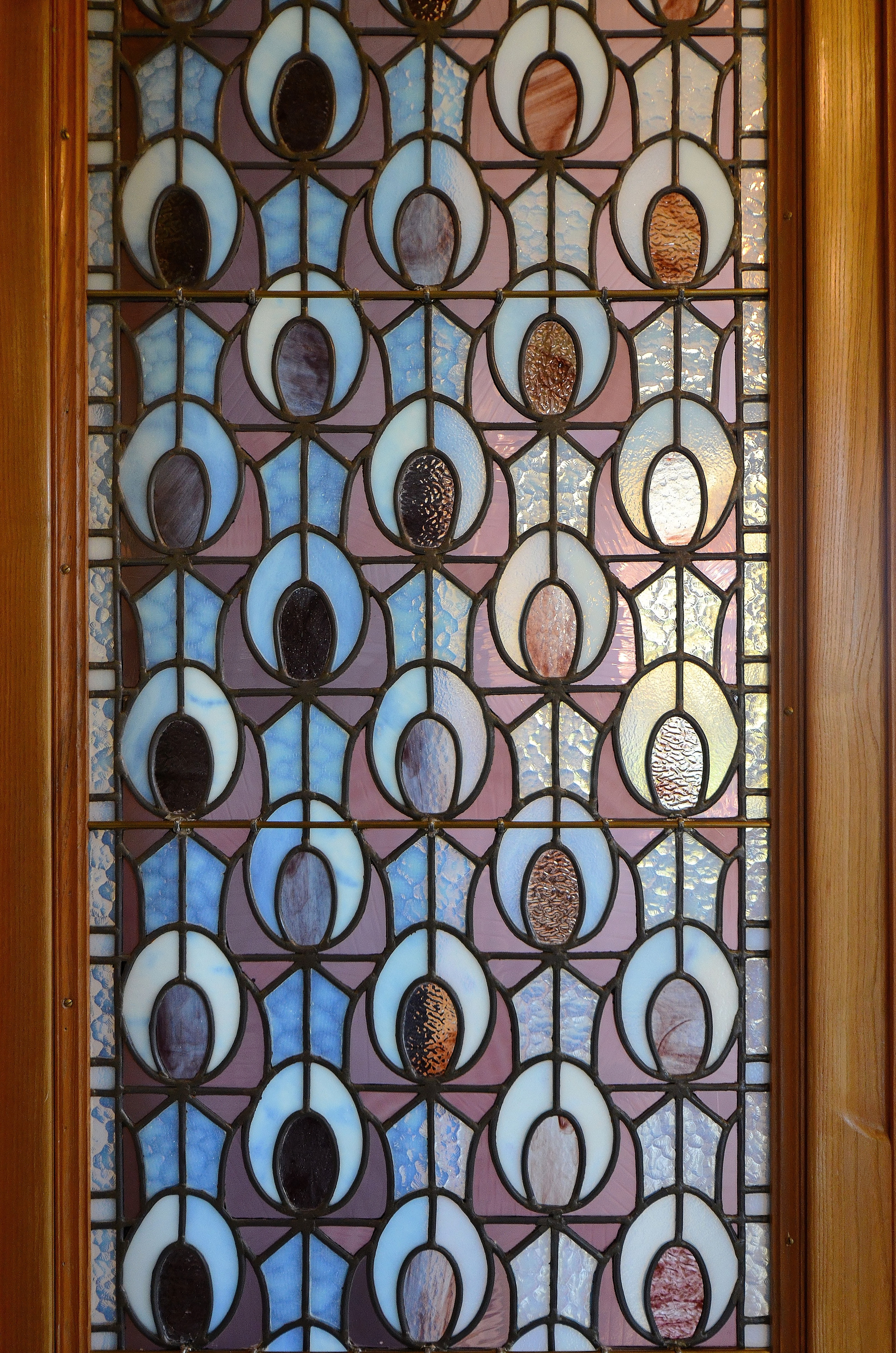
Vitrail Art nouveau.
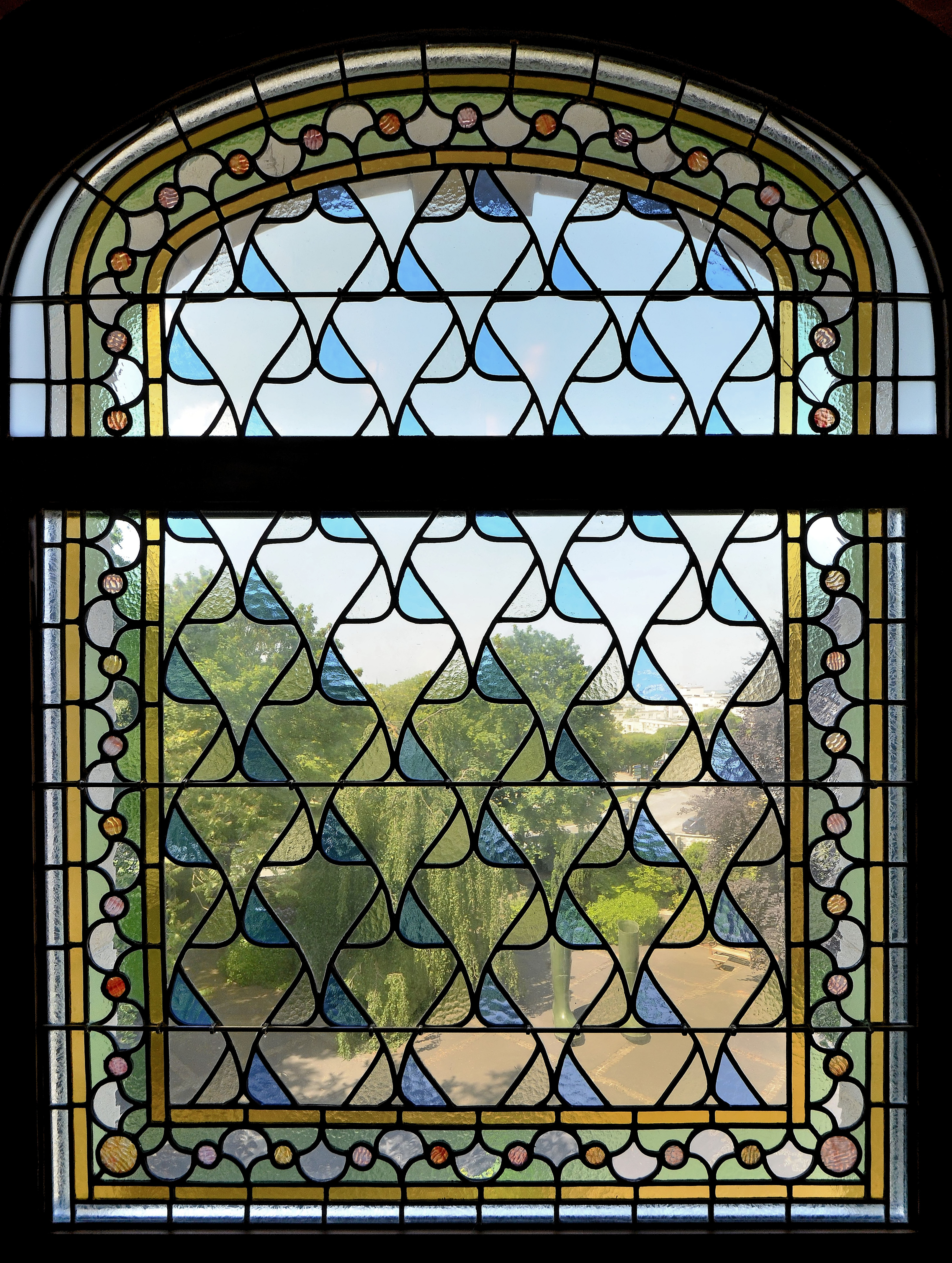
Autres vitrail Art nouveau.

#### Villa Gallice à Epernay
La Villa Gallice comporte un vitrail, réalisé par le maître-verrier Jacques Grüber en 1921, qui est une allégorie à la victoire.
Il éclaire le grand escalier en bois et commémore le martyre d’Epernay pendant la Grande Guerre.

### Vitraux Art déco (1920-1939)
Cette période est caractérisée par des lignes géométriques, des formes stylisées et des couleurs vives, souvent utilisés dans des bâtiments modernes et des édifices publics.

#### Bibliothèque Carnegie à Reims
La bibliothèque Carnégie de Reims possède, dans la salle de lecture, une verrière zénithale de style Art déco du Maître verrier Jacques Gruber.

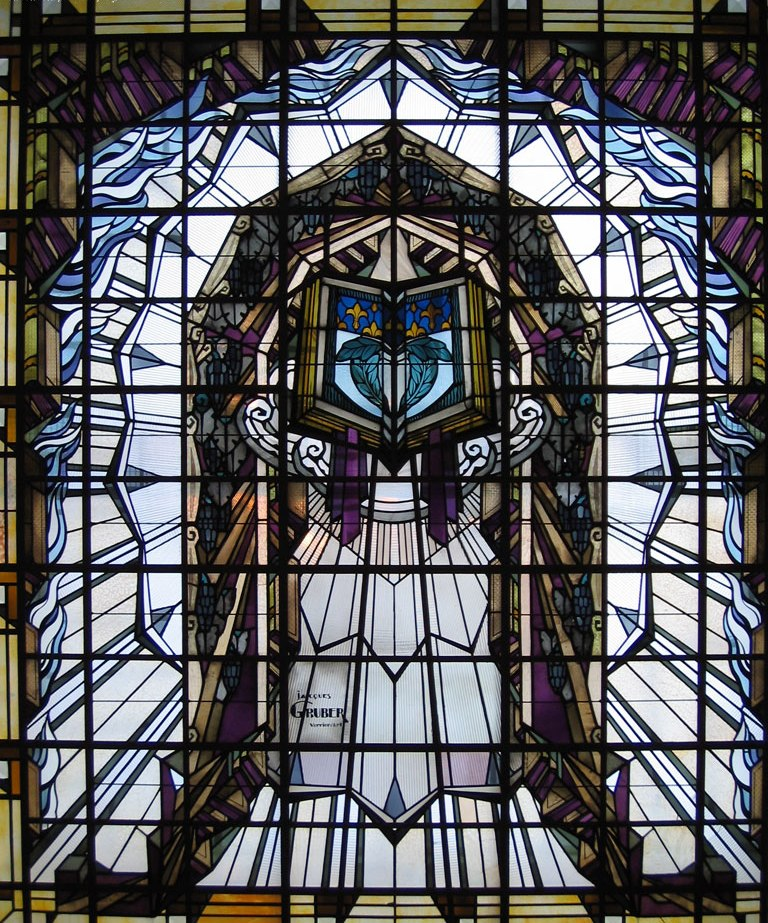
verrière zénithale.

#### Église Saint-Nicaise à Reims
L’église Saint-Nicaise à Reims dispose, de trois verrières de Style art Déco du Maître verrier René Lalique.

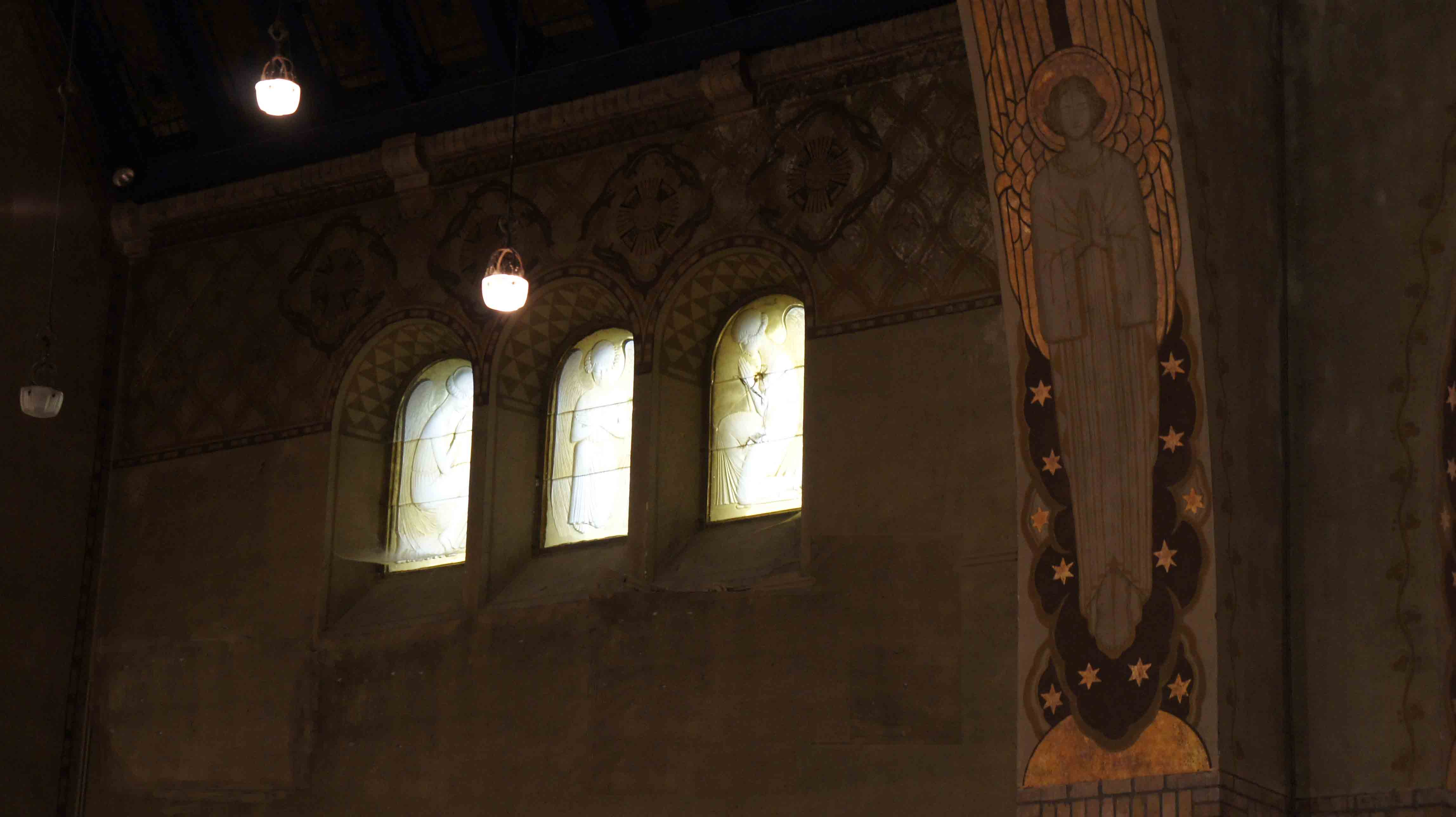
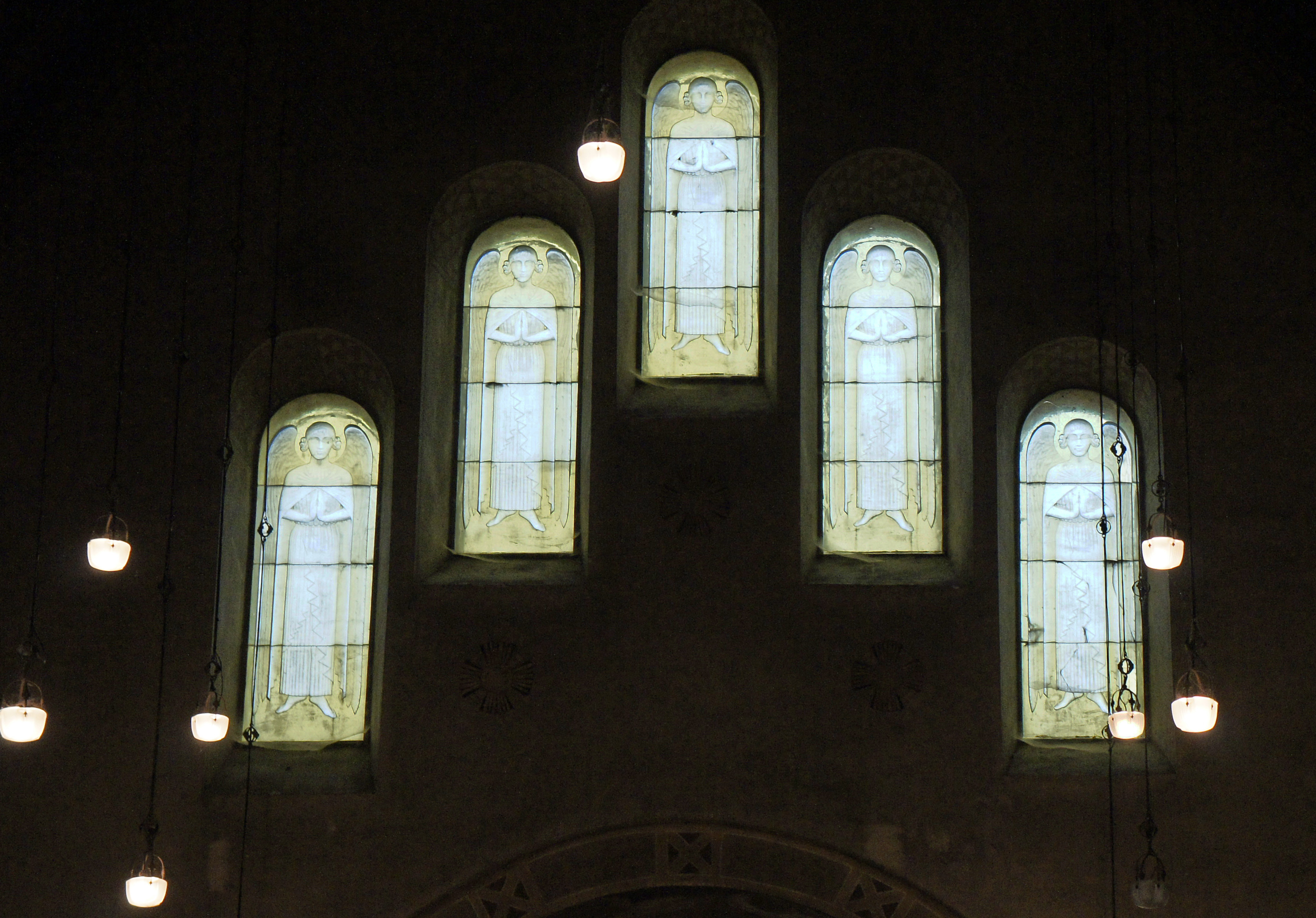

#### Église Saint-Benoît de Reims
L’Église Saint-Benoît de Reims dispose de vitraux réalisés par les ateliers Simon et De Troeyer, d’inspiration Art déco dessinés par Max Sainsaulieu.

#### Mémorial des batailles de la Marne
Le Mémorial des batailles de la Marne, constitué pour partie par une chapelle, comporte dans la chapelle supérieure un vitrail monumental dans le style Art déco dénommé "Le "poilu" accueilli au paradis de Charles Lorin.

### Vitraux contemporains (après 1940)
Cette période regroupe une grande variété de styles, allant de l'abstrait au figuratif, de l'utilisation de techniques traditionnelles à l'expérimentation avec de nouveaux matériaux et procédés de fabrication.

#### Vitraux contemporains de la Cathédrale Notre-Dame de Reims
La Cathédrale Notre-Dame de Reims a fait l’objet de nombreux don de vitraux contemporains :
- En 1974, trois fenêtres de Marc Chagall, situés dans la chapelle axiale : l'arbre de Jessé, les deux testaments et les grandes heures de Reims.
- En 1957, les vitraux de Brigitte Simon, au-dessus des fonts baptismaux et du mémorial aux morts britanniques de la Première Guerre mondiale[10].
- En juin 2011, six nouveaux panneaux de verre ont été installés dans la cathédrale de Reims, pour les deux chapelles qui encadrent la chapelle axiale. Ces vitraux ont été conçus par l'artiste allemand Imi Knoebel et réalisés par l'atelier Simon-Marq.

## Annexe